# St. Johannes der Täufer (Jetzendorf)

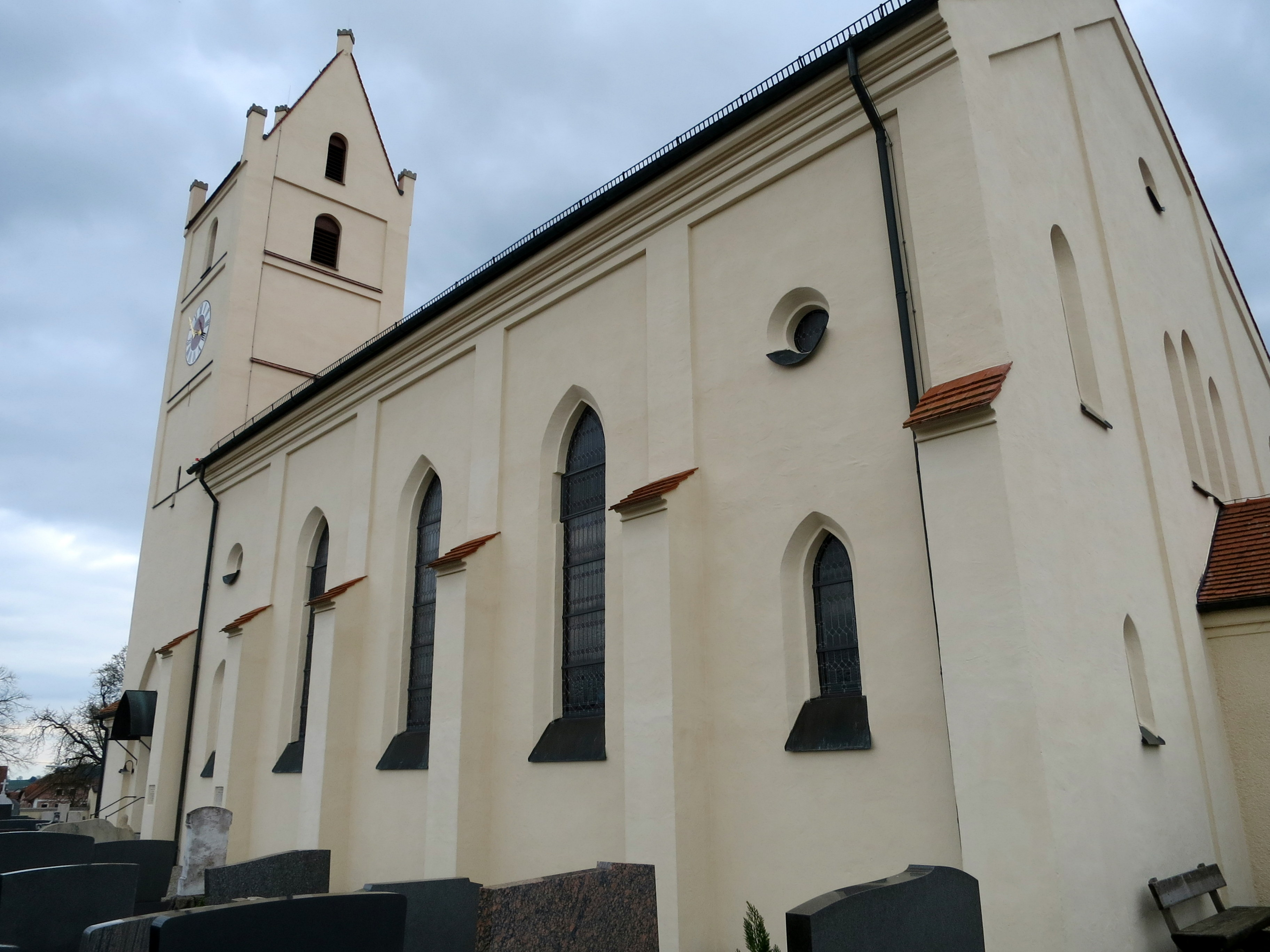
St. Johannes der Täufer in Jetzendorf

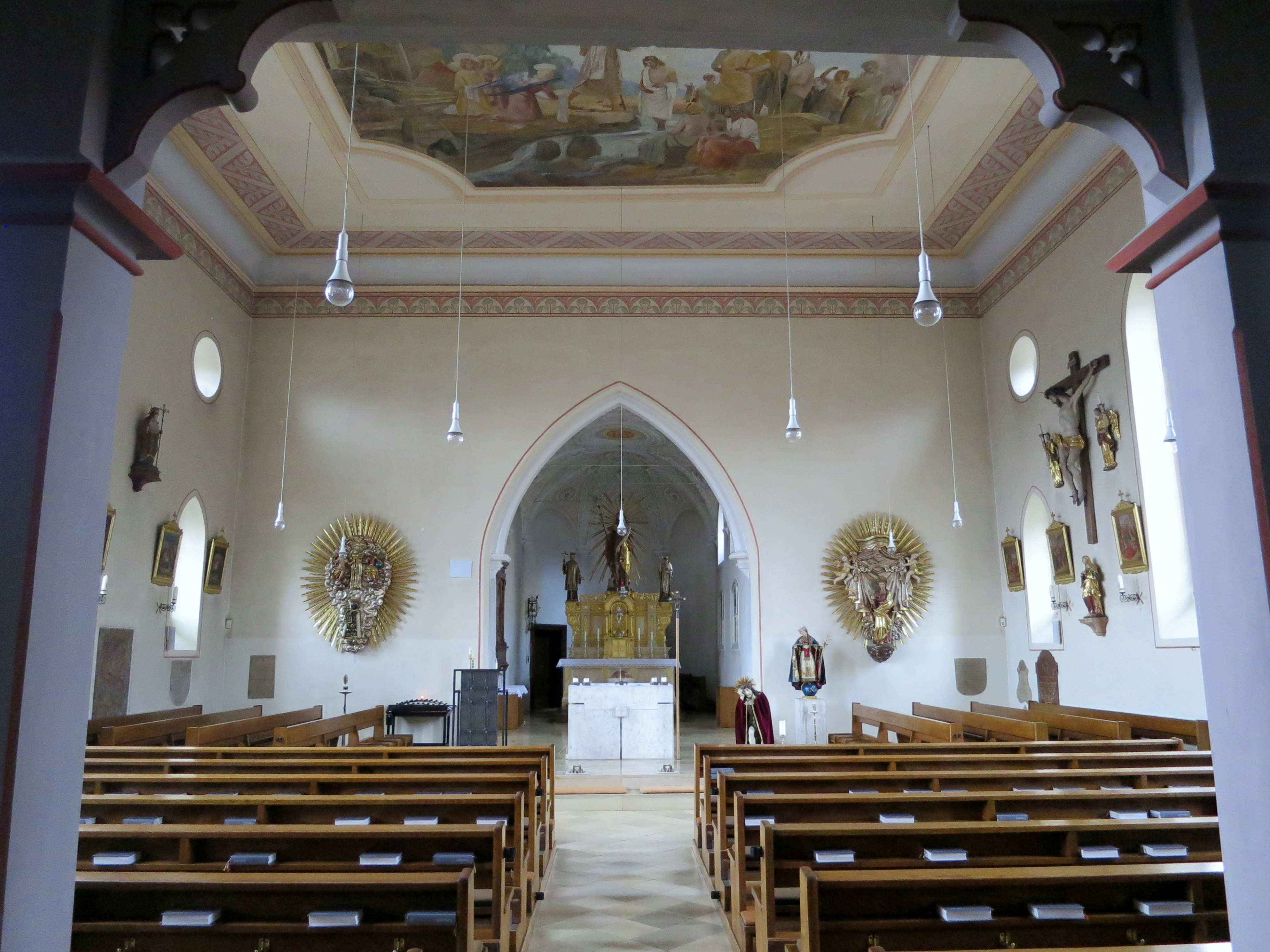
Innenansicht

Die römisch-katholische Pfarrkirche St. Johannes der Täufer steht in Jetzendorf, einer Gemeinde im oberbayerischen Landkreis Pfaffenhofen an der Ilm. Das Bauwerk ist in der Liste der Baudenkmäler in Jetzendorf als Baudenkmal unter der Nr. D-1-86-132-1 eingetragen. Die Kirche gehört zum Dekanat Freising im Erzbistum München und Freising.

## Beschreibung
Die 1845 errichtete neugotische Saalkirche bezieht mit dem eingezogenen, dreiseitig geschlossenen Chor im Osten und dem Chorflankenturms an seiner Nordwand Teile des spätgotischen Vorgängerbaus aus dem späten 15. Jahrhundert ein. Die von Strebepfeilern gestützten Langhauswände besitzen fünf Achsen mit spitzbogigen Fenstern. Am Westgiebel befindet sich ein Vorbau mit dem Portal. Im obersten Geschoss des Turms steht der Glockenstuhl mit vier Glocken, im Geschoss darunter ist die Turmuhr eingebaut.
Der Innenraum des Langhauses ist mit einer Flachdecke mit Hohlkehle überspannt, den mit Stuck dekorierten Chor schließt ein Stichkappengewölbe ab.